# 通い袋
通い袋（かよいぶくろ、かよいふくろ）とは、特定の複数地点間（主に2地点間）の運搬用途を目的づけられ、繰り返し用いる袋。特に酒屋と顧客の間で酒瓶運搬に用いた袋のこと。

## 酒瓶運搬用の通い袋
酒袋とも称する。一般的に帆布などの厚手の布で織られ、手提げがつけられている。耐久性が高い昔ながらのエコバッグとも言える。多くの通い袋には酒屋の商号が大きく表示されている。
近年、通い袋が改めて見直されている。酒瓶運搬用途に特化しないデザイン性に富んだ通い袋が、酒屋、酒蔵などで販売されている。

## 書類運搬用の通い袋
書類を特定地点間でやり取りする際にも用いられる。企業内の複数拠点の間や、取引先との間で使われることが多い。また、生協と組合員との間で使われることがある。
レンタルビデオ店などで、商品の持ち運びに使うビニールバッグも通い袋の一種といえる。
材質はまちまちであるが、耐久性の高い材質で作られる。表面には通い袋の届け先地点がかかれており、機密書類運搬には錠前が取り付けられるようになっていることがある。